# Всё самое лучшее (фильм, 2010)
«Всё самое лучшее» (англ. All Good Things) — романтическая драма с элементами триллера режиссёра Эндрю Джареки. Фильм снимался с апреля по июль 2008 года в Коннектикуте и Нью-Йорке. Премьера в США была назначена на 24 июля 2009, но позже была перенесена на 2010 год.

## Сюжет
В 1970-х годах в Нью-Йорке Дэвид Маркс, сын влиятельного магната в сфере недвижимости Сэнфорда Маркса, женится на Кэти Маккарти, студентке из рабочего класса. Вместе они пытаются начать новую жизнь в Вермонте, открыв магазин здоровой пищи под названием «All Good Things». Однако Сэнфорд манипулирует Дэвидом, заставляя его вернуться в город, говоря ему, что Кэти заслуживает большего, чем он сейчас дает ей. По возвращении Кэти предлагает завести детей. Дэвид говорит, что этого никогда не произойдёт, что заставляет Кэти предположить, что с его фертильностью что-то не так. Купив дом у озера, Кэти признается их беременной соседке, что тоже ждёт ребёнка. Дэвид гневно реагирует, узнав об этом, и заставляет Кэти записаться на аборт. Он пропускает встречу, когда его вызывают на работу к отцу.
Кэти поступает в медицинскую школу, в то время как её отношения с Дэвидом продолжают ухудшаться; он все больше демонстрирует признаки психологической нестабильности. От подруги Дэвида Деборы Лерман Кэти узнает, что в детстве Дэвид стал свидетелем самоубийства собственной матери. Девушка наводит справки о разводе, но средства, которые ей нужны для оплаты школы, оказываются заблокированными, когда она пытается уйти. Узнав, что ей понадобятся рычаги воздействия, чтобы заставить семью позволить ей уйти от Дэвида, Кэти пытается найти компрометирующие документы об их финансовой деятельности. Затем она бесследно исчезает в 1982 году, несмотря на вознаграждение в размере 15 000 долларов, предложенное за любую информацию о её местонахождении.
Восемнадцать лет спустя окружной прокурор вновь открывает дело после прочтения неопубликованного романа, написанного лучшей подругой Дэвида, Деборой Лерман, в котором рассказывается об убийстве, почти идентичном делу Маркса. Вскоре после того, как об этом было объявлено, Лерман застрелена в её доме, а Дэвид снова оказывается под подозрением, представ перед судом за убийство своего соседа Малверна Бампа в Техасе. Дэвид оправдан за убийство Бампа; в фильме говорится, что никого никогда не судили за убийство Лерман и что Кэти по сей день остается пропавшей без вести. Из показанных воспоминаний подразумевается, что Дэвид оставил останки своей жены в багажнике её машины, которую находит отец. Фильм заканчивается тем, что Дэвид навещает своего умирающего отца и шепчет ему: «Я так по ней скучаю». Зрителю остается решить, говорит ли он о Кэти или о своей матери.

## В ролях
- Райан Гослинг — Дэвид Маркс
- Кирстен Данст — Кэти Маркс
- Фрэнк Ланджелла — Сэнфорд Маркс
- Лили Рэйб — Дебора Лирман
- Кристен Уиг — Лорен Флик
- Майкл Эспер — Дэниел Маркс
- Дайан Венора — Дженис Риццо
- Ник Офферман — Джим Маккарти
- Филип Бейкер Холл — Мэлверн Бамп
- Трини Альварадо — Сара Дэвис
- Фрэнси Свифт — Келли Каллендер
- Джон Каллум — Ричард Пэнетьер